# Copestylum tympanitis
Copestylum tympanitis är en tvåvingeart som först beskrevs av Fabricius 1805.  Copestylum tympanitis ingår i släktet Copestylum och familjen blomflugor. Inga underarter finns listade i Catalogue of Life.